# النوم والإبداع

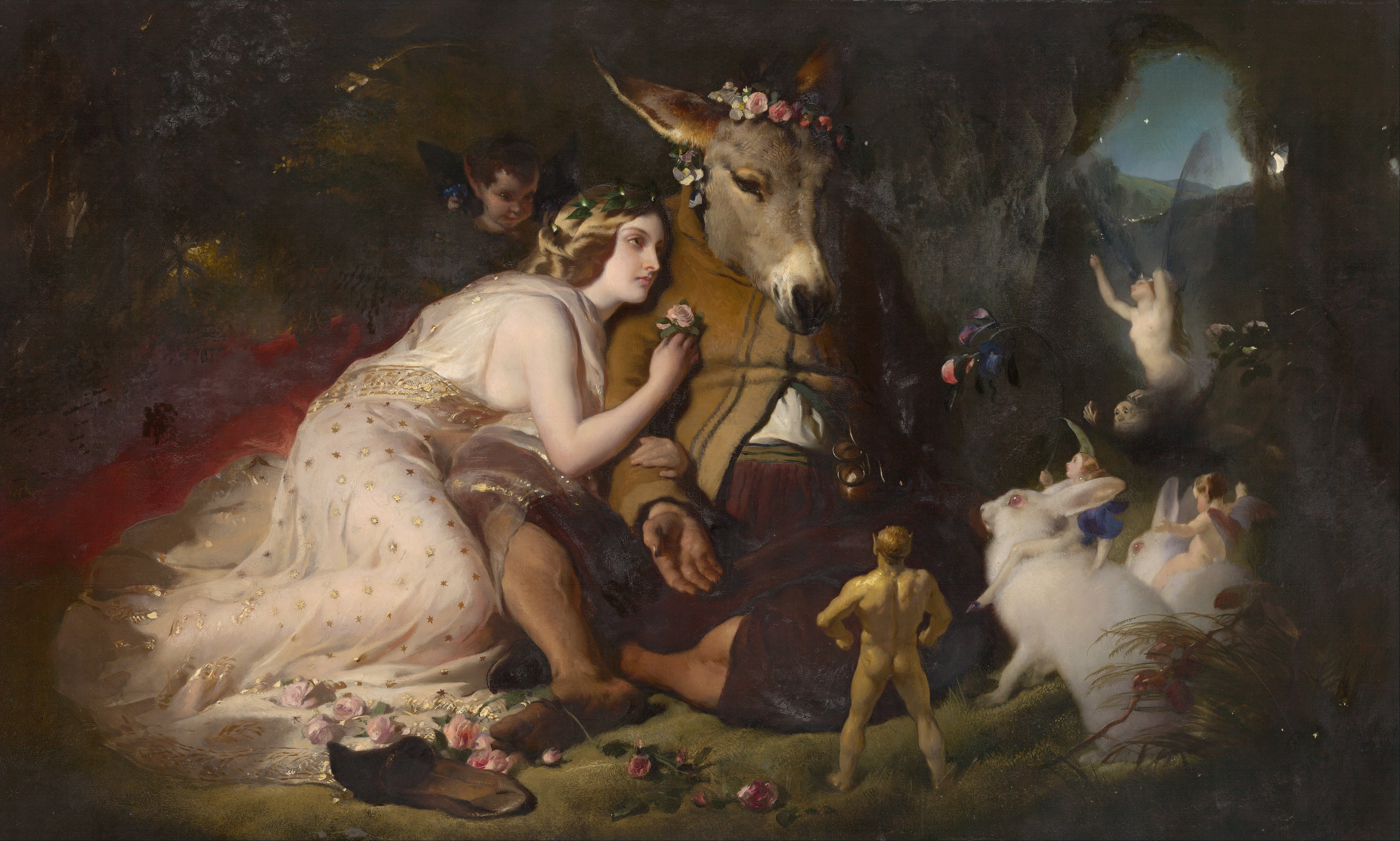
لوحة "مشهد من حلم ليلة منتصف الصيف. تايتانيا وبوتوم" للرسام الإنجليزي إدوين لاندزير.

أظهرت معظم الدراسات المتعلقة بالنوم والإبداع أن النوم يساعد على السلوك الفطن والمنطق المرن، كما أن هنالك العديد من الفرضيات حول دور الأحلام في الإبداع. ومن ناحية أخرى أيّدت دراسات حديثة وقليلة نظرية عن الأرق الإبداعي والتي تنص على أن الإبداع مرتبط إلى حد ما باضطرابات النوم.